# Arthur Ashkin
Arthur Ashkin (Nueva York, 2 de septiembre de 1922-Rumson, 21 de septiembre de 2020) fue un físico estadounidense, galardonado con el Premio Nobel de Física en 2018, junto con Gérard Mourou y Donna Strickland, por sus «significativos aportes en el campo de la física del láser».
Ashkin comenzó su trabajo en la manipulación de micropartículas con luz láser a fines de la década de 1960, lo que resultó en la invención de pinzas ópticas en 1986. También fue pionero en el proceso de captura óptica que finalmente se utilizó para manipular átomos, moléculas y células biológicas. El fenómeno clave es la presión de radiación de la luz; Esta presión se puede diseccionar en gradiente óptico y fuerzas de dispersión.

## Biografía
Nacido el 2 de septiembre de 1922, hijo de inmigrantes de Europa del Este, Arthur Ashkin (en la foto) siempre estuvo orgulloso de su humilde herencia. A pesar de no haberse criado en un entorno académico, poseía una pasión casi ilimitada por el aprendizaje que duró hasta su fallecimiento el 21 de septiembre de 2020.
A los diez años, Ashkin quedó fascinado con el radiómetro de Crookes. Lo traería a la luz del sol para observar cómo giran las aspas. Aprendió unos años más tarde que este comportamiento se debía a las fuerzas térmicas del aire que quedaba en el bulbo de vidrio. También descubrió que, con un mayor nivel de vacío, las paletas girarían en la dirección opuesta debido a la presión de radiación. Fue la primera vez que Ashkin se dio cuenta de que la presión de la radiación podía hacer un trabajo útil. Su deseo de comprender el radiómetro de Crookes finalmente lo llevó a demostrar las pinzas ópticas a la edad de 63 años. Es esta invención la que le valió el Premio Nobel de Física 2018.
Ashkin recibió una licenciatura en física de la Universidad de Columbia en la ciudad de Nueva York en 1947 y un doctorado en física nuclear de la Universidad de Cornell en 1952. Luego se unió a Bell Laboratories , primero en Murray Hill, Nueva Jersey , y luego en Holmdel, Nueva Jersey, donde pasó la última parte de su carrera hasta su retiro en 1992.

## Carrera
En Bell Labs, Ashkin trabajó en el campo de microondas hasta aproximadamente 1960 a 1961, y luego cambió a la investigación con láser. Su investigación y artículos publicados en ese momento se referían a la óptica no lineal, fibras ópticas, osciladores paramétricos y amplificadores paramétricos. Además, en los Laboratorios Bell durante la década de 1960, fue el descubridor del efecto fotorrefractivo en el cristal piezoeléctrico.
Dentro de varias membresías de la sociedad profesional, Ashkin obtuvo la calificación de miembro de la Sociedad Óptica de América (OSA), la Sociedad Física Americana (APS) y el Instituto de Ingenieros Eléctricos y Electrónicos (IEEE). Se retiró de Bell Labs en 1992 después de una carrera de 40 años durante la cual contribuyó a muchas áreas de la física experimental. Es autor de muchos trabajos de investigación a lo largo de los años y posee 47 patentes. Recibió el Premio Joseph F. Keithley de Avances en Ciencias de la Medición en 2003 y el Premio Harvey en 2004. Fue elegido miembro de la Academia Nacional de Ingeniería en 1984 y de la Academia Nacional de Ciencias en 1996. Fue incluido en el Salón de la fama de inventores nacionales en 2013.
Además de las pinzas ópticas, Ashkin también es conocido por sus estudios en fotorrefracción, segunda generación de armónicos y óptica no lineal en fibras. 
Los avances recientes en física y biología que utilizan micromanipulación óptica incluyen el logro de la condensación de Bose-Einstein en vapores atómicos a temperaturas submilikelvin, demostración de láseres de átomos y mediciones detalladas en moléculas motoras individuales. 
El trabajo de Ashkin formó la base para el trabajo de Steven Chu sobre enfriamiento y captura de átomos, que le valió a Chu el Premio Nobel de física de 1997.